# Périnèvre
Le périnèvre est une couche de tissu conjonctif qui entoure chaque faisceau de fibres nerveuses du système nerveux périphérique. 

## Structure
Dans le système nerveux périphérique, la gaine de myéline des axones des nerfs est enveloppée dans une gaine protectrice appelée endonèvre. À l'intérieur du nerf, les axones ciblant le même emplacement anatomique sont regroupés en ensemble de fibre nerveuse qui sera entouré d'une seconde gaine protectrice appelée périnèvre. Le périnèvre entoure entre d'une dizaine à une centaine de fibres nerveuses. Plusieurs faisceaux peuvent à leur tour être regroupés, disposant alors d'un apport sanguin dans une autre gaine, l’épinèvre. Cette structure de groupement est analogue au système d'organisation musculaire, avec l'épimysium, le périmysium et l'endomysium. 
Le périnèvre est composé de tissu conjonctif, agencé de façon lamellaire constituant une à plusieurs couches concentriques, et de myofibroblastes. 
Le périnèvre est également une membrane lisse et transparente qui peut être facilement séparée des fibres qu’elle renferme. En revanche, l'épinèvre est un tissu mécaniquement résistant, difficile à pénétrer avec une aiguille. 

## Importance clinique
Le périnèvre, tout comme l'épinèvre, possèdent une importance clinique lors d'un trauma, par exemple une fracture. Dans ce contexte, un type de lésion nommé axonotmèse peut se produire: l'axone sera endommagé alors que l'intégrité du périnèvre ou de l'épinèvre est préservée. Dans ce cas, il y aura une perte de conduction se traduisant par des symptômes neurologiques en distal.  
L'axone sera capable de se regénérer pour rejoindre l'organe cible à rythme de 3 cm par mois, occasionnant un retour à la fonction en environ 3 mois.

## Voir également
- Endonèvre
- Épinèvre
- Tissu nerveux